# Phyllonorycter spinicolella
Phyllonorycter spinicolella là một loài bướm đêm thuộc họ Gracillariidae. It is có thể present in khắp châu Âu.
Sải cánh dài 6–8 mm. Con trưởng thành bay vào tháng 5 và một lần nữa vào tháng 8 làm hai đợt per year.
Ấu trùng ăn Prunus cerasifera, Prunus domestica, Prunus padus và Prunus spinosa. Chúng ăn lá nơi chúng làm tổ. They create a lower-surface, strongly inflated tentifom mine between to side veins. The lower epidermis is folded. Pupation takes place in a white cocoon và the frass is deposited in a corner of the mine.